# 卡馬奎奧
13°59′31″S 13°03′36″E / 13.992°S 13.060°E
卡馬奎奧（葡萄牙語：Camucuio），是安哥拉的城鎮，位於該國西南部，由納米貝省負責管轄，南鄰比巴拉，面積7,452平方公里，2006年人口45,795，人口密度每平方公里6人。